# Hubert Goltzius
Hubert Goltzius (Venlo, 1526. október 30. – Brugge, 1583. március 24.) német származású grafikus, festő, nyomdász, numizmatikus és történész.

## Életpályája
Goltzius Venlo városában született, de német származású, mert ősei szülőhelye Würzburg. Festeni Lambert Lombard híres festőművész műhelyében tanult, mint annyian abban az időben. Goltzius figyelmes lett az ő mestere által gyűjtött római és a frank régiségekre, s készített azokról rajzokat. Itt ébredt fel az ő érdeklődése az antikvitás iránt, s hamarosan nagy buzgalommal tanulmányozta azon pénzérméket, amelyek a római császárok arcmását ábrázolták, e munkájában segítette egy Van Waaterviet nevű úr, mert bizony e kutatások sok költséggel jártak. 
A császárokat ábrázoló érmék felkutatása után Goltzius ezeket fatáblákba vagy rézbe metszette, s különféle színekben nyomtatta ki, a munka elvégzéséhez egy tehetséges festőt is vett maga mellé, neve Joos van Gietleughen. Julius Caesartól V. Károlyig illetve Ferdinánd császárig mindegyik uralkodóról készített metszetet, akinek arcmásáról nem talált érmét, azt egy üres körrel helyettesítette. Időrendi sorrendben helyezte el a metszeteket, s mindegyik római császárról írt egy életrajzot elsősorban latin nyelven, de kiadta azokat németül, franciául és olaszul is, saját nyomdáját szinte kizárólag saját metszeteinek és írásainak kiadására használta. 1563-ban megjelentett egy latin nyelvű könyvet Caius Julius Caesar vagy a római császárok története régi érmék alapján címmel, hamarosan 1566-ban is megjelentetett egy szintén latin nyelvű kötetet Fasti címmel, e kötetben az ókori rómaiak tisztségviselőit és győzelmi ünnepeit ismertette Róma alapításától kezdve Augustus császár haláláig, Kr. e. 27-ig.

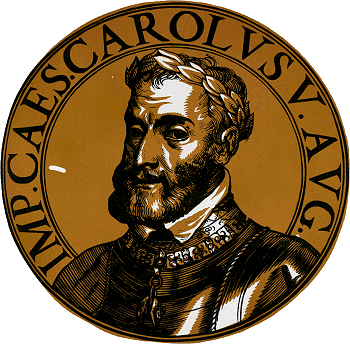
V. Károly német-római császár arcmásának érméről készült metszet (1545)

Hubert Goltzius tudós munkálkodását igen nagyra becsülték Rómában is, 1567-ben Róma díszpolgárává fogadták, a római díszpolgárokat megillető összes kiváltságokkal együtt. Goltzius római díszpolgárságát bizonyító okmányát Augustus császárról szóló könyvében jelentette meg. 1574-ben kétkötetes könyvet adott ki Augustus császár életéről és uralkodásáról, e kötetekben a korszakhoz tartozó érmék mindkét oldalát lerajzolta és bemutatta. 1576-ban Görögország városainak és népeinek története címmel adott ki kötetet latin nyelven, e kötetben a görög pénzeket ismertette és megadta leírásukat.
Festői, díszítői megbízásoknak is eleget tett, Brugge-i aktivitása idején igen szívesen hallgatta egy franciskánus barát prédikációit, később emlékezetből megfestette arcképét. Antonis Mor festőművészt megajándékozta egy díszes kötésű éremkötettel, a festő hálából megfetette Goltzius máig legkiválóbb portréját.
Mind a nagy urak, mind a tudósok sokra becsülték Goltzius munkásságát, szakértelmét, józan ítélőképességét. Már életében sok elismerésben részesült, például az angol Daniel Rogier a következő epigrammát írta a Antonius Mor által festett Goltzius portréra:
„Ím itt látsz valakit: Apellészhez hasonló,
Képéről Lüszipposz készített metszetet,
Nagy tudós férfiú, akár Rómában Varro,
Tapasztaltabb talán Pauzaniász lehet.”

## Családja
Első felesége Pieter Coecke van Aelst időrendben az utolsó feleségének nővére volt. Házasságukból sok gyermek született, gyermekeiknek római neveket adtak (Marcellus, Julius, stb.), mivel az atya római polgár volt. Özvegységre jutván újra megnősült, de nem éppen jó hírű hölgyet vett feleségül, remélte, hogy majd tud rajta változtatni, de ez nemigen sikerült.

## Magyarországon elérhető kötetei
- De Re nummaria antiqua, opera quae extant universa. Tomus quintus. Icones Imperatorum Romanorum, Ex priscis Numismatibus ad viuum delineata, & breui Narratione historica illustratae per Hubertum Goltzium, Accessit modo Imp. Romano-Austriacorum Series ab Alberto II. Aug. ad usque Ferdinandum Aug. per annos CC. continuos deducta. Stylo et opera Casperii Gevartii...Antverpiae, Officina Plantiniana Balthasaris Moreti, M.DC.XLV. [1645.] / Goltz, Hubert

1708-ban újra közreadva, ez van meg Magyarországon:
Antwerpen : Moretus, Balthasar, 1708. [2 p.], [1 rézmetszetű díszcímlap], V - XIV p., [2 p.], 423 p., [160 rézmetszetű t. - a szöveg közben], [4 p. ill. ]; 20 (MOKKA kat. nyomán)
- De Re nummaria antiqua, opera quae extant universa. Antverpiae, Prostant Apud Henricus & Cornelium Verdussen, 1708. / Goltz, Hubert

Antwerpen : Verdussen, Heinrich; Verdussen, Cornel; Moretus, Balthasar, 1708. (MOKKA kat. nyomán)

## Kapcsolódó információk
- Filippo Paruta: Sicilia numismatica / Philippus Paruta, Leonardo Augustini ; nunc primum additis Huberti Goltzii aliorumque Siciliae descriptione... ; studio et industria Sigeberti Havercampi... ; accedunt ... Georgii Gualtheri Siciliae et adjacentium insularum ... tabulae antiqua. Lugduni Batavorum : Vander Aa., 1723. Két kötetben.